# Gagrella promeana
Gagrella promeana is een hooiwagen uit de familie Sclerosomatidae.